# Teluk Mega
Teluk Mega is een bestuurslaag in het regentschap Rokan Hilir van de provincie Riau, Indonesië. Teluk Mega telt 2772 inwoners (volkstelling 2010).